# Ernest Raymond

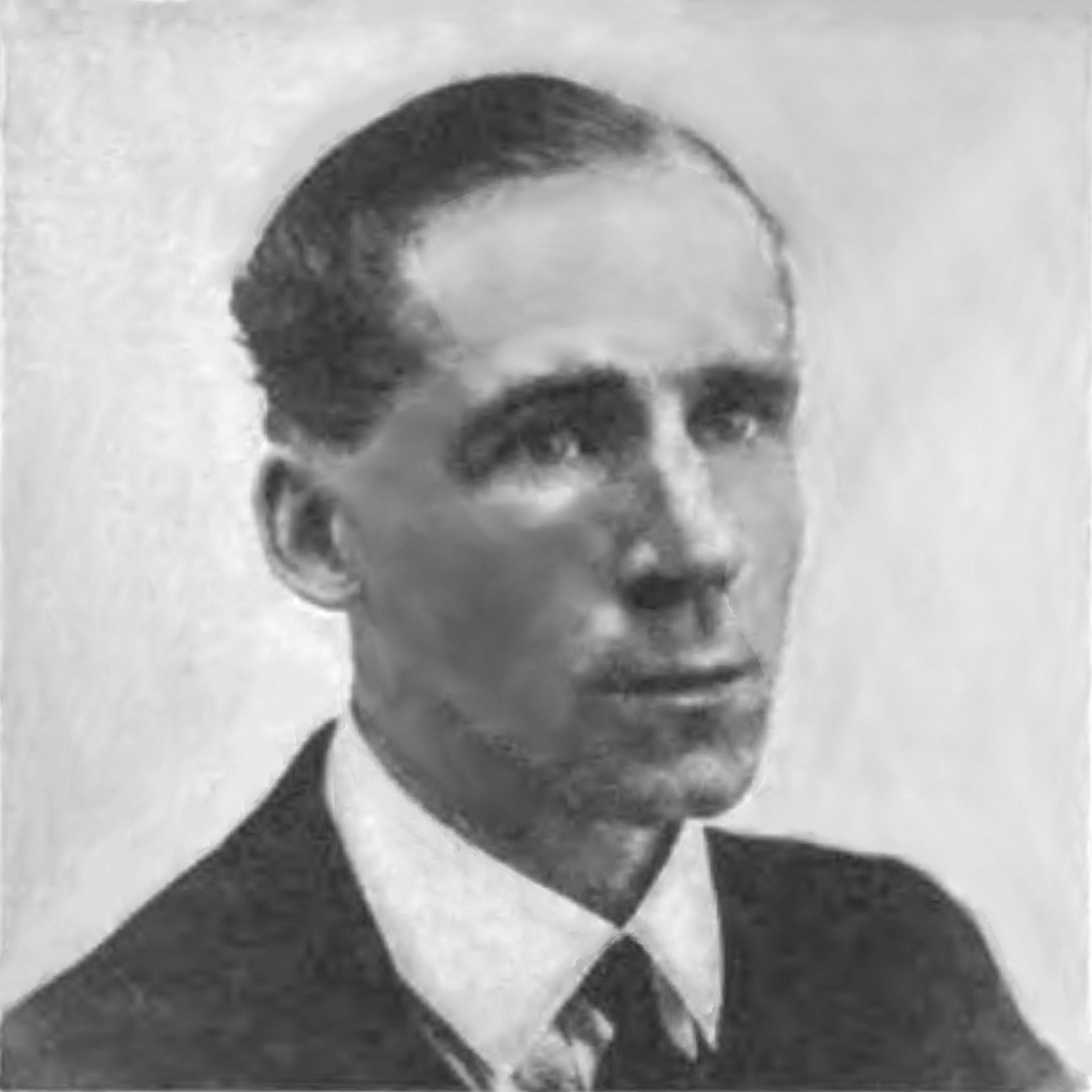
Ernest Raymond

Ernest Raymond, född 31 december 1888 i Argentières i Seine-et-Marne, Frankrike, död 14 maj 1974 i Hampstead i London, var en brittisk författare och präst. 
Raymonds litterära motiv bottnar ofta i tron på till exempel den helige Franciskus av Assisis kärleksbudskap men även i en mer allmän kristen etik. En majoritet av de böcker som utgavs i svensk översättning under 1930- och 1940-talen handlar om människor som går i kyrkan, tillhör en prästfamilj eller på något sätt har anknytning till västerländsk religiositet. I Sverige ansågs hans bästa verk vara Var det kärlek den gången? (1943, Was There Love Once?), där huvudpersonen är den karismatiske prästen Basil Mottram Fears dotter Judith Fear som finner att kärlek till medmänniskor överskuggar den fysiska lustan. 
I England blev Raymond mest hyllad för sin första världskrigetskildring Tell England från 1922. Han fick dock stort genomslag i såväl Sverige som Storbritannien och USA med romanen We, The Accused 1935 (Fräls oss ifrån ondo). Paradoxalt nog är den fri från teologiska teman. 1937 hade romanen redan tryckts i nio upplagor. Den blev även TV-pjäs i BBC 1980 med Ian Holm i huvudrollen. 1969 utkom Please You Draw Near som var Raymonds självbiografi från efterkrigsåren. 1972 belönades han med en OBE (Order Of The British Empire) av lägre rang.